# Mark Junij Brut
Mark Junij Brut (latinsko Marcvs Ivnivs Brvtvs), znan tudi kot Kvint Servilij Kepion Brut (latinsko Qvintvs Servilivs Caepio Brvtvs) je bil senator v pozni Rimski republiki, * 85 pr. n. št., † 42 pr. n. št., Filipi, Makedonija.
Domneva se, da je bil potomec Lucija Junija Bruta, ki je vodil izgon kralja Lucija Tarkvinija Ošabnega iz Rima, in bil konzul v prvem letu Rimske republike. Brut je bil na začetku kariere pripadnik optimatov in nasprotnik prvega triumvirata Gaja Julija Cezara, Gneja Pompeja in Marka Krasa. Na začetku državljanske vojne med Cezarjem in Pompejem  je stopil na Pompejevo stran, po Cezarjevi zmagi pri Dirahiju in Farzalu leta 48 pr. n. št. pa se je predal Cezarju. Skupaj z Gajem Kasijem Longinom in Decimom Brutom je organiziral Cezarjev umor 15. marca 44 pr. n. št.. Po porazu, ki sta ga z Longinom doživela v bitki pri Filipih leta 42 pr. n. št., je naredil samomor. 

## Življenjepis
Brutov oče Mark Junij Brut starejši, je bil rimski politik, ubit na Pompejev ukaz leta 78 pr. n. št., zaravdi vpletenosti v Lepidov upor. Brutovo vzgojo so po njegovi smrti zaupali Marku Porciju Katonu, polbratu njegove matere  Servilije. Kasneje ga je posvojil materin sorodnik Kvint Servilij Kepion. Njemu v čast je zato svojemu imenu dodal še njegovega. Servilija je bila tudi Cezarjeva ljubica, zato nekateri namigujejo, da je bil njegov pravi oče prav Cezar. Namigovanja niso dokazana.
Vzgojen je bil v aristokratskem duhu. Odlikoval se je s strogim načinom življenja in bil znan kot častilec Platona in stoikov.  Zanimanje za filozofijo ga ni oviralo, da se v mladosti ne bi ukvarjal s posojanjem denarja za oderuške obresti. Znano je njegovo posojilo mestu Salamina, za katero je zahteval 48 % obresti. S Cipra se je vrnil v Rim kot bogataš in se poročil s Klavdijo.

## Politična kariera
Na začetku državljanske vojne med Cezarjem in Pompejem je bil na Pompejevi strani. Po njegovem porazu v bitki pri Farzalu leta 48 pr. n. št. mu je Cezar oprostil in ga vzel pod svojo zaščito. Leta 46 pr. n. št. je postal guverner Cisalpske Galije in leto kasneje na Cezarjev ukaz pretor za leto 44 pr. n. št.. Ločil se je od Klavdije in se poročil s svojo sestrično Porcijo, hčerko Marka Porcija Katona.

### Cezarjev umor
V tistem času so se senatorji začeli bati Cezarjeve naraščajoče moči in njegovega imenovanja za dosmrtnega diktatorja. Senatorji so Bruta prepričali, da se je  vključil v zaroto proti Cezarju. Nazadnje se je zaradi Cezarjevega kraljevskega obnašanja tudi on opredelil za njegov umor.  Edina ženska, ki je vedela za zaroto, je bila njegova žena Porcija. 
Zarotniki so nameravali Cezarja ubiti na dan marčevih id leta 44 pr. n. št.. Tistega dne je Cezar kasnil s prihodom v senat, ker ga je žena Kalpurnija Pizon poskušala prepričati, naj ne gre. Zarotniki so se zato prestrašili, da je zarota odkrita. Brut je kljub temu vztrajal in čakal na njegov prihod. Ko se je Cezar končno pojavil, so ga zarotniki napadli. Prvi naj bi bil Publij Servilij Kaska, ki je Cezarja udaril v rame, vendar je Cezar udarec odbil. Ko je Cezar med zarotniki opazil Bruta, si je obraz zakril s togo in se prepustil usodi. 

### Obdobje po Cezarjevem uboju
Senat je po Cezarjevem umoru na predlog Cezarjevega prijatelja in sokonzula Marka Antonija njegovim morilce amnestiral. Nezadovoljstvo meščanov po Cezarjevem umoru je prisililo morilce, da so zapustili Rim. Brut je odšel na svoje posestvo, od tam v Atene in nato za guvernerja v Makedonijo.
Leta 43 pr. n. št. je senat za konzula imenoval Oktavijana. Eden od njegovih prvih ukrepov je bil preklic amnestije za Cezarjeve morilce in nihova razglasitev za državne sovražnike. Mark Tulij Ciceron, jezen na Oktavijana, je Bruta obvestil, da sta Oktavijanova in Mark Antonijeva vojska razdeljeni. Mark Antonij je nameraval s svojo vojsko oditi v Galijo in postati njen guverner. Oktavijan ga je zato napadel in po nizu bitk  porazil. Ko je Brut izvedel, na niti Oktavijanova niti Mark Antonijeva vojske nista dovolj močni, da bi obranili Rim, je zbral svojo vojsko, ki je štela 17 legij.
Pri Apoloniji v Iliriji je leta 43 pr. n. št. premagal in ujel Mark Antonijevega brata Gaja Antonija in se nato v Mali Aziji pridružil Kasiju. Oba skupaj sta se nato preko Helesponta vrnila v Evropo. Ko je Oktavijan izvedel za njun prihod, se je pomiril z Markom Antonijem in njuna združena vojska, ki je štela 19 legij, je krenila proti Brutu in Kasiju. Vojski sta se udarili v bitki pri Filipih. V prvi bitki, ki je potekala 3. oktobra 42 pr. n. št., je Brut porazil Oktavijana, Mark Antonij pa  Kasija. Druga bitka, ki je potekala 23 oktobra, se je končala z Brutovi porazom. 
Brut je s samo štirimi legijami pobegnil v okoliške hribe. Ker je vedel, da ga bodo ujeli, je naredil samomor. Bruta so kremirali in njegov pepel poslali materi Serviliji. Njegova žena Porcija je potem, ko je izvedela za njegovo smrt, domnevno naredila samomor, kar pa ni dokazano. 

## Zapuščina
Brutu pripisujejo rek Sic semper tyrannis – Tako vedno s tirani, ki naj bi ga izrekel po Cezarjevem umoru. Rek je postal uradni moto ameriške zvezne države Virginije.
Besede Et tu, Brute? – Tudi ti, Brut? naj bi bile zadnje, ki jih je izrekel Julij Cezar pred svojo smrtjo. Primarni viri, ki opisujejo Cezarjevo smrt, tega ne potrjujejo. 
Glej tudi:
- Cezarjeva državljanska vojna
- Atentat na Julija Cezarja